# Fort Campbell (Malta)
Fort Campbell (malt. Forti Campbell lub Fortizza ta' Campbell), znany również lokalnie jako Il-Fortizza tas-Selmun, jest byłym fortem w Mellieħa na Malcie. Został zbudowany przez Brytyjczyków w latach 1937–1938. Jest uznawany za najważniejszą fortyfikację na północ od Victoria Lines, oraz ostatnią ważną fortyfikacją, zbudowaną na Malcie. Dzisiaj znajduje się w ruinie.

## Historia
Fort Campbell znajduje się na półwyspie Selmun, mniej więcej w połowie drogi pomiędzy Baterią Mistra a Wieżą Ghajn Hadid, skierowany jest w stronę wyspy św. Pawła. Zbudowany został, aby chronić dojście do zatoki Mellieha (Mellieħa Bay) oraz Saint Paul’s Bay. Również osłaniał brytyjskie wodnosamoloty, lądujące w zatoce Mistra (Mistra Bay). Fort przejął zadania Baterii Wardija, zbudowanej w roku 1915.
Zanim rozpoczęto budowę fortu, jego przyszłą lokalizację odwiedził gubernator Charles Bonham-Carter. Prace budowlane najprawdopodobniej rozpoczęto w grudniu 1937 roku. Układ monachijski we wrześniu 1938 roku znacznie je przyspieszył. Fort był modyfikowany podczas II wojny światowej, kiedy zbudowano budynki koszarowe i zainstalowano radar.
Nie wiadomo dokładnie kiedy fort został wycofany z użycia. Jego wartość strategiczna zmalała po wojnie, w roku 1949 był bliski zamknięcia. Jednak pozostał w „żołnierskich rękach”, strażnik stacjonował tam aż do lat 1970.

## Wygląd fortu

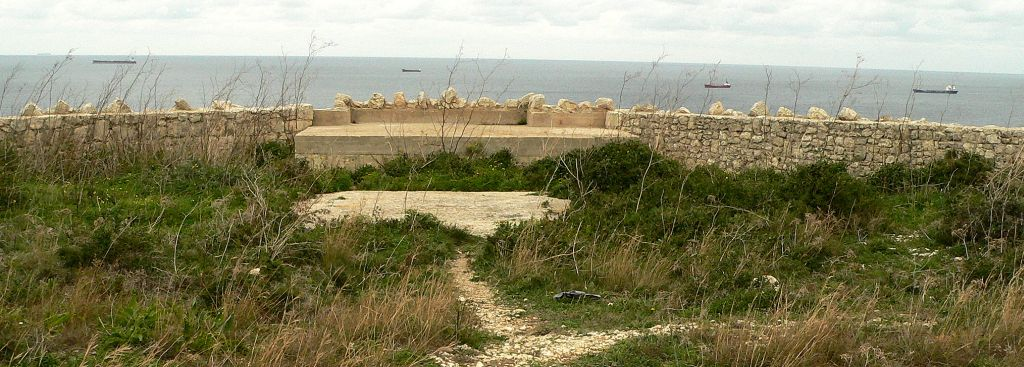
Mur obwodowy Fortu Campbell

Fort Campbell bardzo się różni od wcześniejszych fortyfikacji na Malcie, przykładowo fortów z bastionami, budowanych przez Zakon Maltański lub fortów poligonalnych budowanych przez Brytyjczyków w XIX wieku. Ze względu na nowe zagrożenie ze strony lotnictwa, fort był otoczony przez cienki mur, a budynki były rozproszone. W związku z tym fort był zamaskowany, ponieważ z powietrza przypominał murki oddzielające pola w wiejskim krajobrazie. W odróżnieniu od wielu wcześniejszych fortyfikacji, fort Campbell został zaprojektowany z myślą o funkcjonalności raczej niż estetyce. Na ten przykład, brama wejściowa do fortu jest zwyczajną przerwą w murze obwodowym, chronioną jedynie przez małą strażnicę, w przeciwieństwie do przeważnie ozdobnych bram w wielu fortach rycerskich czy wiktoriańskich.
Projekt Fortu Campbell jest podobny do innych fortyfikacji, zbudowanych przez Imperium brytyjskie tuż przed lub podczas II wojny światowej, jak np. Fortu Stanley w Hongkongu, Baterii Good Head w Nowej Zelandii, Baterii Brownstone w Devon czy Fortu South Sutor w Szkocji.

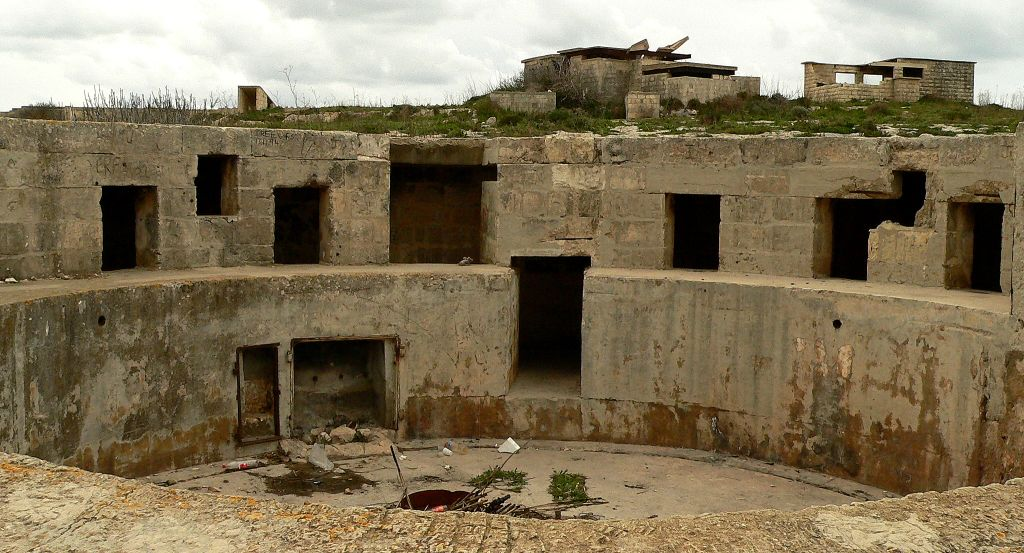
Stanowisko działa i pomieszczenia mieszkalne jego obsługi

Fort posiadał dwa stanowiska dział, uzbrojone w 6-calowe działa ładowane odtylcowo. Stanowisko trzecie mogło mieścić kolejne działo 6-calowe lub ciężkie działo przeciwlotnicze. Dodatkowo, w murze obwodowym, w odstępach nieregularnych, znajdowało się kilka betonowych stanowisk karabinów maszynowych (podobnych do pillboxów) oraz otwory strzelnicze. W forcie mieścił się Posterunek Obserwacyjny Baterii, który służył jako siedziba dowództwa fortu i zawierał pomieszczenie sterowania działami oraz podziemną salę planowania akcji. Fort posiadał też posterunki kierunkowe, zbiornik na wodę, podziemne magazyny, siłownię prądową oraz schrony przeciwlotnicze wykute w skale. Poza terenem fortu umieszczone były stanowiska reflektorów przeciwlotniczych.
W roku 1942, na zewnątrz fortu zbudowano budynki koszarowe, w celu umieszczenia w nich piechoty, stacjonującej w Selmun. Tak na zewnątrz, jak i wewnątrz fortu zbudowane zostały również różne rodzaje baraków (Barak Nissen, Barak Romney).

## Dziś

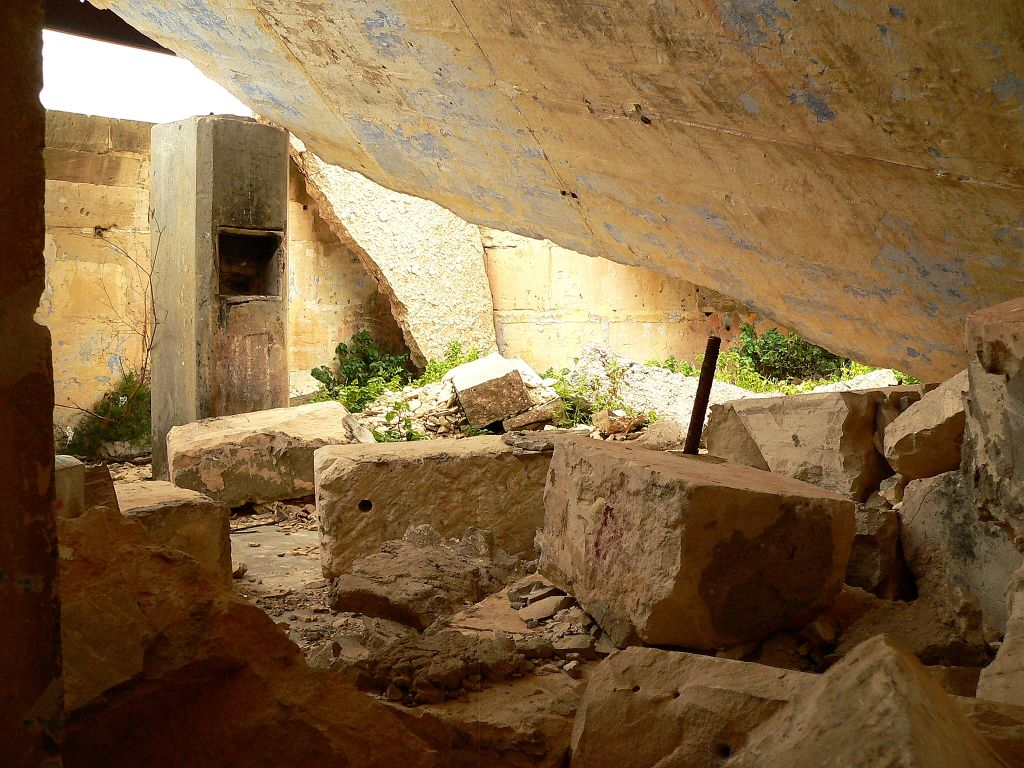
Zawalony dach pomieszczenia sterowania działami w Posterunku Obserwacyjnym Baterii

Od kiedy fort został wycofany z użycia, opuszczony i nie naprawiany, zaczął popadać w ruinę. Wciąż widać wiele oryginalnych budowli, choć są one w „opłakanym stanie”. Fort był sukcesywnie niszczony przez wandali, a w roku 2004 punkt sterowania ogniem został kompletnie zniszczony. W pewnym momencie, metalowe belki podtrzymujące dachy baraków zostały skradzione, i skutkiem tego niektóre elementy zawaliły się lub są tego bliskie. Od kiedy fort został opuszczony, jest możliwe wejście do środka, lecz pewne jego partie są niebezpieczne dla ludzi.
Burmistrz Mellieħa Local Council, Robert Cutujar, chce podjąć próbę odnowienia fortu. Jak dotąd, nie zrobiono nic w tym kierunku, ze względu na olbrzymie koszty utrzymania terenu fortu. Padła propozycja, aby miejsce wykorzystać jako teren piknikowy lub kampingowy. W roku 2014, premier Joseph Muscat powiedział, że rząd ma zamiar przywrócić fort i jego otoczenie do stanu pierwotnego.